# Gorica (Zenica)
Gorica es un pueblo ubicado en el territorio de Zenica, en el cantón de Zenica-Doboj, Bosnia y Herzegovina.

## Superficie
Posee una superficie de 4,42 kilómetros cuadrados.

## Demografía
Hasta 2013 la población era de 686 habitantes, con una densidad de población de 155,1 habitantes por kilómetro cuadrado.